# Rajd Polski 1956
Rajd Polski 1956 (17. Ogólnopolski Raid Samochodowy) – 17. edycja rajdu samochodowego Rajd Polski rozgrywanego w Polsce. Rozgrywany był od 1 do 7 sierpnia 1956 roku. Rajd był trzecią rundą Rajdowych samochodowych mistrzostw Polski w roku 1956. Podczas tego rajdu nie prowadzono klasyfikacji generalnej, ostateczne wyniki były podane tylko w odpowiednich klasach.

## Wyniki końcowe rajdu[1]
Klasa VI S
| Miejsce | Kierowca             | Klub         | Samochód  | Punkty |
| ------- | -------------------- | ------------ | --------- | ------ |
| 1       | Kazimierz Tarczyński | AMK Warszawa | BMW       | 86,0   |
| 2       | Jerzy Zaczeniuk      | AMK Warszawa | Citroen   | 114,5  |
| 3       | Jan Sanecznik        | AMK Katowice | BMW       | 120,5  |
| 4       | Jerzy Lewandowski    | AMK Łódź     | Chevrolet | 285,0  |
| 5       | Grzegorz Timoszek    | AMK Warszawa | BMW       | 287,0  |

Klasa VIII T
| Miejsce | Kierowca          | Klub        | Samochód      | Punkty |
| ------- | ----------------- | ----------- | ------------- | ------ |
| 1       | Marian Repeta     | Stal FSO I  | Warszawa M-20 | 45,5   |
| 2       | Stanisław Wierzba | Stal FSO I  | Warszawa M-20 | 63,0   |
| 3       | Marian Zatoń      | Stal FSO II | Warszawa M-20 | 72,5   |
| 4       | Roman Karczewski  | Stal FSO I  | Warszawa M-20 | 94,5   |
| 5       | Edward Lasota     | AMK Kielce  | Warszawa M-20 | 116,0  |
| 6       | Tadeusz Duszenko  | AMK Wrocław | Warszawa M-20 | 126,5  |

Klasa VII T
| Miejsce | Kierowca             | Klub         | Samochód      | Punkty |
| ------- | -------------------- | ------------ | ------------- | ------ |
| 1       | Edward Niziołek      | AMK Warszawa | Citroën BL 11 | 52,5   |
| 2       | Jerzy Nowosielski    | AMK Warszawa | Citroën BL 11 | 146,0  |
| 3       | Michał Bieder        | LPŻ Warszawa | Citroën BL 11 | 147,5  |
| 4       | Walerian Waryszewski | AMK Warszawa | BMW 327       | 155,0  |
| 5       | Zygmunt Michalczyk   | AMK Warszawa | Citroën       | 168,5  |
| 6       | Stanisław Muran      | LPŻ Warszawa | BMW 326       | 174,5  |

Klasa VI T
| Miejsce | Kierowca             | Klub          | Samochód          | Punkty |
| ------- | -------------------- | ------------- | ----------------- | ------ |
| 1       | Jan Jagielski        | LPŻ Warszawa  | Opel Olympia      | 115,5  |
| 2       | Maria Szmechta       | AMK Bielsko   | Mercedes-Benz 170 | 159,0  |
| 3       | Zygmunt Krzyżaniak   | AMK Szczecin  | Opel Olympia      | 249,0  |
| 4       | Marian Dobrzyński    | AMK Bydgoszcz | Opel Olympia      | 334,0  |
| 5       | Antoni Baran         | AMK Katowice  | Opel Olympia      | 396,0  |
| 6       | Władysław Paszkowski | AMK Warszawa  | Opel Olympia      | 425,0  |

Klasa IV-V T
| Miejsce | Kierowca        | Klub             | Samochód            | Punkty |
| ------- | --------------- | ---------------- | ------------------- | ------ |
| 1       | Janusz Solarski | AMK Kraków       | Skoda 1100          | 78,5   |
| 2       | Janusz Luniak   | AMK Warszawa     | Fiat 1100           | 78,5   |
| 3       | Ksawery Frank   | AMK Łódź         | Wartburg            | 121,0  |
| 4       | Henryk Nowacki  | AMK Zielona Góra | Adler Trumpf Junior | 130,5  |
| 5       | Erazm Gajewski  | AMK Warszawa     | Fiat 1100           | 132,5  |
| 6       | Józef Ziętel    | AMK Kielce       | Skoda               | 172,5  |

Klasa III T
| Miejsce | Kierowca              | Klub          | Samochód | Punkty |
| ------- | --------------------- | ------------- | -------- | ------ |
| 1       | Jerzy Opiela          | AMK Katowice  | DKW      | 52,5   |
| 2       | Stanisław Jabłoński   | AMK Katowice  | DKW      | 99,0   |
| 3       | Adam Wędrychowski     | AMK Warszawa  | Fiat 500 | 123,5  |
| 4       | Jan Grychtoł          | AMK Katowice  | DKW      | 191,5  |
| 5       | Florian Zastempowski  | AMK Bydgoszcz | DKW      | 205,0  |
| 6       | Dezyderiusz Rutkowski | AMK Bydgoszcz | DKW      | 218,5  |